# Maly Nagl
Amalie „Maly“ Nagl (verheiratete Wolfsecker; * 2. Februar 1893 in Wien; † 20. Dezember 1977 ebenda) war eine Wiener Dudlerin und Wienerliedsängerin.

## Leben
Maly Nagl entstammte einer Familie von Volkssängern, schon ihr Großvater Ignaz Nagl (29. Juli 1831 in Schottenfeld – 31. Dezember 1872 in Wien) und ihre Mutter Marie (12. Februar 1854 in Gmünd – 18. Dezember 1945 in Wien) übten diesen Beruf aus. Bereits im Alter von neun Jahren trat Nagl mit ihrer Schwester Maria (Mizzi, 1888–?) auf der Bühne auf. 1908 schrieb Peter Altenberg über einen Auftritt Nagls im Wiener Cabaret Fledermaus: „[...] Ein Kunstwerkchen, ein allerliebstes, ist Amalia Nagel, die Fünfzehnjährige, als Dirndl in einem Alt-Linzerischen Kostüm mit Goldhaube, ein altösterreichisches Lied vortragend [...] Sie ist eigentlich das allerbeste, was es an ,Wiener Sängerinʻ gibt. So jung sie ist, ist sie ein vornehmes Überbleibsel von vergangenen Zeiten, so 1850 ungefähr [...].“ „Die Schwestern Nagl sind echte Mädel aus dem Volk, […] In ihrem Fach sind sie Naturtalente. Sie kennen keine Note und singen dennoch ganz herrlich. Stimme ist genügend vorhanden […] Ihr Vortrag hat etwas Herzliches […], ihre Bewegungen sind kokett, doch ist es keine berechnende Koketterie.“
Mit ihrer beeindruckenden Altstimme, sicheren Intonation, großem Tonumfang und deutlichen Aussprache feierte sie große Erfolge vor allem bei ihren Solodarbietungen, sodass sie nie berufsmäßig in Ensembles oder beim Heurigen auftreten musste. Nagl hatte Auftritte in Konzerten, so im Wiener Konzerthaus oder im Raimundtheater und regelmäßig in der RAVAG und später bei Rot-Weiß-Rot, gastierte aber auch in zeitgenössischen Vergnügungsetablissements ihrer Zeit, etwa dem Gschwandner, der Waldschnepfe oder der Engelmann-Arena, jedoch seltener bei Heurigen.
Nagl war seit 1924 mit dem Wienerliedkomponisten Fritz Wolfsecker („Fritz Wolferl“; 29. September 1899 in Wien – 15. Juni 1974 ebenda) verheiratet, der für sie zahlreiche Wienerlieder schrieb. Andere Komponisten, wie Rudolf Kronegger, widmeten ihr ebenfalls Werke. Nagl gilt als der Inbegriff der alten Wiener Dudlerin und war eine der ersten als Volkssängerin bekannt gewordenen Frauen.
Begraben wurde sie in einem ehrenhalber gewidmeten Grab auf dem Wiener Zentralfriedhof (Gruppe 13B, Reihe 1, Nr. 23).

## Auszeichnungen
- Hut des lieben Augustin
- 1970: Silbernes Verdienstzeichen der Stadt Wien (13. November; geehrt wurde auch ihr Mann)[8]

## Diskografie
Mit 14 Jahren nahm sie mit ihrer Schwester Mizzi acht Lieder für Zonophone Records auf, zwei davon haben sich erhalten: Echo der Liebe (T.: W. Jürgens, M.: Wilhelm Rosenzweig) und Goldener Turigrund. In den 1920er- und 1930er-Jahren entstanden zahlreiche Schellackplatten, ab den 1950er Jahren erschienen ihre Schallplatten bei Philips, auf denen sie auch die Kompositionen ihres Mannes vortrug.
Ihr Repertoire umfasste u. a. folgende Lieder
- Franz Allmeder: Im lauschigen Schönauereckerl
- Raimund Brettner: Am schönsten spieln d’ Schrammeln wann’s anblasen san
- Roman Domanig-Roll: Wann mich der Herrgott fragen tät’, Secht's Leutln
- Karl Föderl: So war’s amol in Wean, Lumpen und Pumpen, Mei Alte sauft so viel wia I, Da gibt’s kan Wigl-wogl, Im alten Rathaus, Was hab’n die Leut’ amol g’macht, Die Waldhütt’n, Wenn mir guat aufg’legt san
- Hans von Frankowski: Ich brauch’ ka schöne Leich’, I hab’ kan Zins noch zahlt
- Carl Haupt: S’ ist alles so wie’s einmal war
- Hanns Jelinek: Ja so warn’s unsere Alten g’wohnt
- Martin Kammer, Ewald Münzer: Mutterl i bin verliebt
- Josef Klein: ’s Haneferl
- Edwin Kölbl: Mir raubt nix mei Ruah
- Josef M. Kratky: Die Kellerpartie
- Rudolf Kronegger: D’ Fischerhütt’n, Im Himmel spielt der Ziehrer!, A Stückerl Alt-Wien, D’ Oanschicht
- Hans Lang: Heurigen Tango!
- Carl Lorens: So lang in Wean der alte Steffel steht, Mein Leibjodler, Hoch und Spleni
- Paul Pallos: Wien im Mai
- Ludwig Prechtl: Ane von der Wäsch’
- Theodor Franz Schild: Pepi, Pepi
- Johann Sioly: ’s Herz in der Brust
- Heinrich Strecker: Auf der Lahmgrub’n, da steht an altes Haus
- Fritz Wolfsecker (Fritz Wolferl): I häng an meiner Weanastadt, Grinzing, du herrlichstes Stückerl von Wien, I’ muss alle Tag’ mein Wienerlied hör’n, Mei Vater hat g’sagt oder Geh’ langsam durch die alten Gass’n
- Theodor Wottitz: Erinnerung an die goldene Backhend’lzeit

sowie Volksweisen (Erzherzog-Johann-Jodler) und Altwiener Lieder (Die zwei Hausherrnsöhnln, Mei Sack, der muaß a Loch ham)
Zu ihren Begleitern gehörten u. a. die Faltl-Kemmeter-Schrammeln, die Original-Lanner-Quartett, das Lanner Terzett Haselbrunner, die Lanske-Schrammeln, Stefan Putz-Plattner oder Willi Strohmayer.